# 蔡和乡
蔡和乡，是中华人民共和国四川省达州市渠县曾经下辖的一个乡。2019年12月，撤销蔡和乡，将其所属行政区域划归巨光乡管辖。

## 行政区划
蔡和乡撤销前下辖以下地区：
蔡和社区、川河村、三脚村、锅滩村、米垭村和常家村。